# La Merced, Catamarca
La Merced är en kommunhuvudort i Argentina.   Den ligger i provinsen Catamarca, i den norra delen av landet, 1 000 km nordväst om huvudstaden Buenos Aires. La Merced ligger 887 meter över havet och antalet invånare är 1 759.
Terrängen runt La Merced är huvudsakligen kuperad, men den allra närmaste omgivningen är platt. Närmaste större samhälle är Los Altos, 19,5 km nordost om La Merced. 
I omgivningarna runt La Merced växer i huvudsak lövfällande lövskog. Runt La Merced är det mycket glesbefolkat, med 5 invånare per kvadratkilometer.